# José Soto (basket-ball)
Pour les articles homonymes, voir José Soto.
José Soto, né le 15 juillet 1925, est un ancien joueur mexicain de basket-ball.